# Melilli
Melilli – miejscowość i gmina we Włoszech, w regionie Sycylia, w prowincji Syrakuzy.
Według danych na rok 2004 gminę zamieszkiwały 12 202 osoby, 89,7 os./km².